# هنریک سرکیسیان
هنریک سرکیسیان (ارمنی: Հենրիկ Սարգսյան) بازیکن فوتبال بازنشسته ارمنی‌تبار اهل ایران در پست هافبک است که در دسته اول باشگاه‌های تهران و سپس لیگ تخت جمشید بازی می‌کرد.

## باشگاهی
از باشگاه‌هایی که او در آن‌ها توپ زده‌است می‌توان به آرارات تهران، شاهین تهران، پرسپولیس، پیکان تهران، قصر یخ و بانک ملی تهران اشاره کرد. سرکیسیان در آخرین دوره لیگ تخت جمشید سرمربی تیم دارایی تهران بود.

### گل‌ها
| هفته | تاریخ | مکان | حریف | گل وی | نتیجه | رویداد |
| ---- | ----- | ---- | ---- | ----- | ----- | ------ |
|      | ۱۳۴۵  |      | شعاع | ۳–۰   | ۴–۱   |        |